# گئورگی یوموف
گئورگی یوموف (زاده ۶ ژوئیه ۱۹۹۶) یک بازیکن فوتبال اهل بلغارستان است که برای باشگاه فوتبال زسکا صوفیه بازی می‌کند.

## حرفه

### آغاز فوتبال
یوموف در سال ۲۰۰۶ میلادی در سن ۹ سالگی به لفسکی صوفیه پیوست و از طریق سیستم آکادمی باشگاه پیشرفت کرد. در تابستان ۲۰۱۵ میلادی او باشگاه را تَرک کرد تا قرارداد حرفه ای با اسلاویا صوفیه امضا کند.

### اسلاویا صوفیه
یوموف چند ماه را در آکادمی جوانان اسلاویا گذراند و در اوایل سال ۲۰۱۶ به تیم بزرگسالان راه یافت. او اولین بازی خود را در تساوی ۰–۰ خانگی مقابل چرنو مور وارنا در ۲۱ فوریه ۲۰۱۶ انجام داد و به عنوان جانشین یانیس کارابلیوف به میدان رفت. به دو ماه بعد، در ۲ آوریل، یوموف اولین گل خود را برای اسلاویا مقابل مونتانا پس از یک تلاش فردی چشمگیر به سمر رساند. به مدت ۵ سال بعد با اسلاویا یوموف ۱۲۶ بازی انجام داد، ۱۷ گل به ثمر رساند و جام بلغارستان را در سال ۲۰۱۸ فتح کرد.